# Plagiognathus amurensis
Plagiognathus amurensis är en insektsart som beskrevs av Reuter 1883. Plagiognathus amurensis ingår i släktet Plagiognathus och familjen ängsskinnbaggar. Inga underarter finns listade i Catalogue of Life.